# Timothy Reckart
Timoty Reckart é um animador e cineasta americano. Como reconhecimento, foi nomeado ao Oscar 2013 na categoria de Melhor Animação em Curta-metragem por Head Over Heels.